# Волосово
Волосово (рус. Волосово) насељено је место са административним статусом града на северозападу европског дела Руске Федерације. Налази се у југозападном делу Лењинградске области и административно припада Волосовском рејону чији је уједно и административни центар.
Према проценама националне статистичке службе за 2015. у граду је живело 12.212 становника. Стаутс званичног града носи од 1999. године.
Насеље је име добило по старословенском божанству Велесу (Волосу), заштитнику поља, пашњака и шума, односно усева, стоке и дивљих животиња, а чије светилиште се налазило недалеко од савременог насеља.

## Географија
Град Волосово смештен је у централном делу Волосовског рејона, на југозападу Лењинградске области. Налази се на око 85 километара југозападно од историјског центра Санкт Петербурга, а кроз сам град пролази важна железничка пруга која Санкт Петербург повезује са Талином у Естонији.
У географском смислу град се налази на подручју Ижорског побрђа, на надморској висини од 135 метара.

## Историја
Савремено градско насеље развило се из железничке станице основане 1870. године на деоници новоотворене железничке пруге која је Санкт Петербург повезивала са Талином. Новооснована станица име је добила по истоименом оближњем селу које се у писаним изворима први пут помиње на мапи Ингерманландије из 1676. под именом Wolosowa.
До значајнијег развоја насеља долази тек након 1927. године када је Волосово проглашено рејонским центром истоименог рејона. Званичан статус урбаног насеља у рангу варошице (рус. посёлок городского типа) добија 1937, а званичан статус града додељен му је 1999. године.

## Демографија
Према подацима са пописа становништва 2010. у граду је живело 12.161 становника, док је према проценама националне статистичке службе за 2015. град имао 12.212 становника.
| 1939. | 1959. | 1970. | 1979. | 1989.  | 2002.  | 2010.  | 2015.  |
| ----- | ----- | ----- | ----- | ------ | ------ | ------ | ------ |
| 3.588 | 5.641 | 7.022 | 7.256 | 10.250 | 11.660 | 12.161 | 12.212 |